# Escola Sant Jordi (Pineda de Mar)
L'Escola Sant Jordi és una obra de Pineda de Mar (Maresme) inclosa a l'Inventari del Patrimoni Arquitectònic de Catalunya.

## Descripció
Escola destinada a alumnes d'E.G.B. i parvulari. La superfície total construïda és de 2.506,34 metres quadrats. A la planta baixa hi ha la biblioteca i la sala de conferències amb entrada pròpia, la qual pot ésser usada independentment pels estudiants. Les aules del primer pis són agrupades de dos en dos i convergeixen al saló central de reunions. Són curtes, amples i ventilades. A la teulada de l'edifici es troba el pati. L'edifici és construït amb totxanes, ciment i formigó. L'escola està tota rodejada d'un gran pati.

## Història
L'escola fou projectada l'any 1967 sota els auspicis de la Caixa d'Estalvis de la Diputació de Barcelona. El pla bàsic es preocupà d'incorporar nous mètodes d'ensenyament i, en lloc de la convencional estructura de rígides aules, l'escola fou plantejada al voltant d'una ampla aula de reunions. L'edifici és així prou adaptable per acomodar que reprodueix en miniatura les interrelacions d'una societat complerta.